# L'Éveil des peuples
 (janvier 2009).
Si vous disposez d'ouvrages ou d'articles de référence ou si vous connaissez des sites web de qualité traitant du thème abordé ici, merci de compléter l'article en donnant les références utiles à sa vérifiabilité et en les liant à la section « Notes et références ».
L'Éveil des peuples, aujourd'hui disparu, était un hebdomadaire fondé en 1932 par le catholique progressiste Marc Sangnier. Les thèmes principaux de cet hebdomadaire furent l'exigence de solidarité entre les peuples et la dénonciation de la dictature[réf. nécessaire] sous toutes ses formes ainsi que des idéologies pouvant y conduire.
Roland Coudon en était l'illustrateur.